# Glacier de Mölltaler
Le glacier de Wurtenkees, aussi appelé glacier de Mölltaler (en allemand : « glacier de la vallée de la rivière Möll ») pour des raisons de marketing, est un glacier situé près de Flattach dans le nord-ouest du Land de Carinthie en Autriche. Le Mölltaler Gletscher est aujourd'hui plus connu pour sa station de ski de taille moyenne, qui a été équipée de sa première remontée mécanique en 1987.

## Domaine skiable
Le domaine skiable est situé sur le glacier ainsi qu'en aval du glacier, sur les pentes du Schareck (3 122 m). Il est relié à la vallée par un funiculaire, le Mölltaler Gletscher Express. Construit dans les années 1990, il permet de rejoindre le glacier très rapidement - celui-ci était relié jusqu'alors uniquement par une route. Le domaine skiable commence directement à partir de la gare d'arrivée du funiculaire, avec une télécabine reliant le glacier à proprement parler, puis un télésiège débrayable reliant le point culminant du domaine. Le reste des remontées mécaniques est de conception moins moderne.
Le domaine skiable est quant à lui de taille moyenne pour la Carinthie. Il est, pour la région, l'un des seuls à être de haute altitude et donc implanté au-delà de la limite de la forêt, et le seul à être situé sur un glacier. Il s'agit du plus petit domaine skiable sur glacier d'Autriche (8 glaciers équipés au total) après le glacier du Dachstein. La piste la plus longue du domaine est la FIS, avec près de 7 km et 1 000 m de dénivelé.
Prévu à l'origine pour la pratique du ski tout au long de l'année, l'insuffisance du manteau neigeux en été a conduit à partir de 1998 à fermer le domaine skiable de la mi-mai à la mi-juin, et à réduire le nombre de remontées mécaniques en service durant la période estivale. Un système d'enneigement automatique a été également installé notamment directement sur le glacier.
Une piste de ski de fond, longue de 2,5 km, a été tracée à 2 200 m d'altitude.
La station est membre des regroupements de stations de ski Ski)Hit et TopSkiPass Kärnten & Osttirol.